# Neoempheria panamensis
Neoempheria panamensis är en tvåvingeart som beskrevs av Coher 1959. Neoempheria panamensis ingår i släktet Neoempheria och familjen svampmyggor.
Artens utbredningsområde är Panama. Inga underarter finns listade i Catalogue of Life.